# ST3GAL2
ST3GAL2 (англ. ST3 beta-galactoside alpha-2,3-sialyltransferase 2) – білок, який кодується однойменним геном, розташованим у людей на 16-й хромосомі. Довжина поліпептидного ланцюга білка становить 350 амінокислот, а молекулярна маса — 40 173.
| 10         |  | 20         |  | 30         |  | 40         |  | 50         |
| ---------- |  | ---------- |  | ---------- |  | ---------- |  | ---------- |
| MKCSLRVWFL |  | SVAFLLVFIM |  | SLLFTYSHHS |  | MATLPYLDSG |  | ALDGTHRVKL |
| VPGYAGLQRL |  | SKERLSGKSC |  | ACRRCMGDAG |  | ASDWFDSHFD |  | GNISPVWTRE |
| NMDLPPDVQR |  | WWMMLQPQFK |  | SHNTNEVLEK |  | LFQIVPGENP |  | YRFRDPHQCR |
| RCAVVGNSGN |  | LRGSGYGQDV |  | DGHNFIMRMN |  | QAPTVGFEQD |  | VGSRTTHHFM |
| YPESAKNLPA |  | NVSFVLVPFK |  | VLDLLWIASA |  | LSTGQIRFTY |  | APVKSFLRVD |
| KEKVQIYNPA |  | FFKYIHDRWT |  | EHHGRYPSTG |  | MLVLFFALHV |  | CDEVNVYGFG |
| ADSRGNWHHY |  | WENNRYAGEF |  | RKTGVHDADF |  | EAHIIDMLAK |  | ASKIEVYRGN |
|            |  |            |  |            |  |            |  |            |

A: Аланін

C: Цистеїн

D: Аспарагінова кислота

E: Глутамінова кислота

F: Фенілаланін

G: Гліцин

H: Гістидин

I: Ізолейцин

K: Лізин

L: Лейцин

M: Метіонін

N: Аспарагін

P: Пролін

Q: Глутамін

R: Аргінін

S: Серин

T: Треонін

V: Валін

W: Триптофан

Кодований геном білок за функціями належить до трансфераз, глікозилтрансфераз. 
Локалізований у мембрані, апараті гольджі.
Також секретований назовні.